# 精神 (映画)

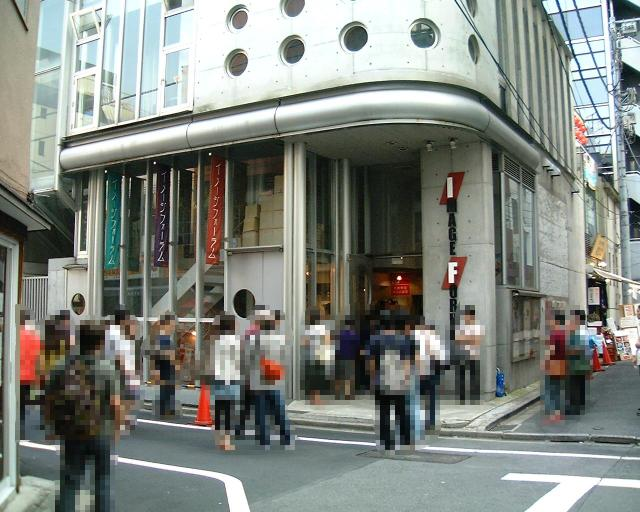
映画館シアター・イメージフォーラムの前で『精神』の上映時間待ちをする人々（2009年6月13日撮影）

『精神』（せいしん）は、日本のドキュメンタリー映画。映画監督の想田和弘による、2007年度作品『選挙』に続く観察映画第2弾。第13回釜山国際映画祭の最優秀ドキュメンタリー賞(PIFF Mecenat Award)を受賞。また、第5回ドバイ国際映画祭でも、最優秀ドキュメンタリー賞を受賞した。更に、マイアミ国際映画祭で審査員特別賞、香港国際映画祭で優秀ドキュメンタリー賞、ニヨン国際ドキュメンタリー映画祭で宗教を超えた審査員賞を受賞。2009年6月、アステア配給で日本全国順次劇場公開。

## 概要
精神科クリニック「こらーる岡山」を舞台に、心の病を患う当事者、医者、スタッフ、作業所、ホームヘルパー、ボランティアなどが複雑に織りなす世界を観察したドキュメンタリーである。
世界保健機関 (WHO)によると、世界で1億5400万人が鬱病に、2500万人が統合失調症に苦しんでおり、毎年80万人以上が自ら命を絶っている。
そのような現実の中で日本社会がタブーとして来た題材を正面から見つめ、当事者たちの日常生活、思想、不安、悩み、苦しみや喜びを描く。

## スタッフ
- 監督・撮影・編集：想田和弘
- 製作：想田和弘、Laboratory X, Inc.
- 製作補佐：柏木規与子

## 受賞
- 釜山国際映画祭 - 最優秀ドキュメンタリー賞 (PIFF Mecenat Award)
- ドバイ国際映画祭 - 最優秀ドキュメンタリー賞
- マイアミ国際映画祭 - 審査員特別賞
- 香港国際映画祭 - 優秀賞 (Outstanding Documentary Award)
- ニヨン国際ドキュメンタリー映画祭 - 宗教を超えた審査員賞

## 関連書籍
- 『精神病とモザイク タブーの世界にカメラを向ける』（想田和弘著、中央法規出版、2009年）ISBN 978-4805830147

## 上映された映画祭

### 2008年
- 釜山国際映画祭
- 台湾国際ドキュメンタリー映画祭
- ドバイ国際映画祭

### 2009年
- ベルリン国際映画祭
- MoMA ドキュメンタリー・フォートナイト
- マイアミ国際映画祭
- 香港国際映画祭
- ニヨン国際ドキュメンタリー映画祭

など